# Herderen

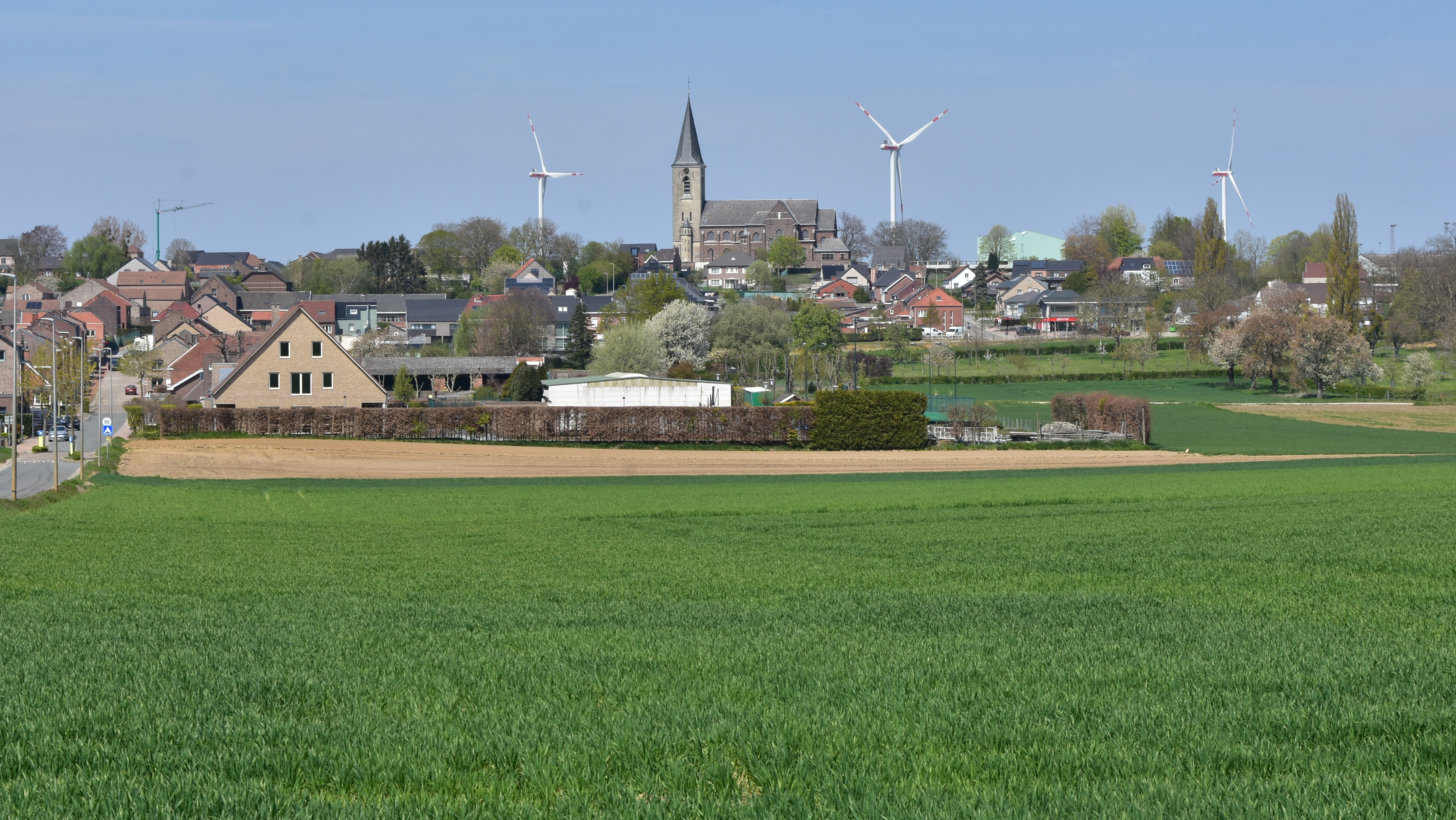
Gezicht op Herderen

Herderen is een dorp en deelgemeente van de gemeente Riemst in de Belgische provincie Limburg, het was een zelfstandige gemeente tot aan de gemeentelijke herindeling van 1977.
Herderen situeert zich bij de N79. Die N79 ligt vlak bij een in de Romeinse tijd bestaande Romeinse weg tussen Maastricht en Tongeren, als onderdeel van de Romeinse weg van Keulen naar Bavay: de Via Belgica.

## Etymologie
Herderen werd voor het eerst schriftelijk vermeld in 1096, als Hirtheren. Het woord herd staat voor bos.

## Geschiedenis
Sporen van bewoning gaan terug tot het neolithicum, aangezien bij de Sieberg voorwerpen van de Bandkeramische cultuur werden gevonden. Ook van de Romeinse tijd werden sporen gevonden, en twee tumuli uit die tijd zijn nog steeds aanwezig.
Zeker vanaf de 12e eeuw behoorde Herderen tot het Graafschap Loon, en na 1366 was het bezit van de Bisschoppelijke Tafel van Luik. In 1766 gaf deze instelling het in leen aan de familie De Borchgrave, en later aan baron De Sluse.
De Sint-Jan-de-Doperkerk was oorspronkelijk een kapel, die ondergeschikt was aan de parochie van Riemst. Pas in 1830 werd zij verheven tot zelfstandige parochie. In de feodale tijd behoorde het patronaatsrecht aan de Abdij van Sinnich en het tiendrecht aan de Abdij Rolduc. Het Maastrichtse Kruisherenklooster had in Herderen belangrijke bezittingen. Hieraan herinnert de Kruisherenstraat.
De nabijheid van Maastricht zorgde voor troepenoverlast als de stad werd belegerd. Zo kwam het in de jaren 1672-1679 tot allerlei schattingen en verplichte inkwartieringen van Franse troepen.
Vanop de Sieberg in Herderen keek Lodewijk XV toe tijdens de slag bij Lafelt in 1747. In 1971 werd bij de tumulus aan de La Brassinestraat een massagraf gevonden van gevallenen in deze veldslag.
In 1804 werd de hoofdweg van Tongeren naar Maastricht aangelegd.
In 1898 werd na veel tegenwind door onder andere de toenmalige dorpspriester de Fanfare Sint-Jan gesticht, deze werd later omgevormd tot harmonie.

## Demografische ontwikkeling
- Bronnen:NIS, Opm:1831 tot en met 1970=volkstellingen; 1976 = inwoneraantal op 31 december

## Bezienswaardigheden
- Ter hoogte van Herderen liggen er nog steeds niet al te ver van de vroegere heirbaan twee Gallo-Romeinse tumuli: de Tumulus in het Grootbos en bij de De La Brassinnestraat.
- De Sint-Jan-de-Doperkerk ligt op een hoogte van 127 meter op een van de twee heuvels waarop het dorp is gelegen. Het gebouw stamt uit 1848. De kerktoren is ook nog eens 56 meter hoog.
- De watertoren bevindt zich op de andere heuvel, die 130 meter hoog is.
- In het dorp bevinden zich diverse vierkantshoeven.

## Natuur en landschap
Herderen ligt in Droog-Haspengouw. Het is een golvend, open landschap met hoogten tot ongeveer 130 meter. Ook van historisch belang is de 120 meter hoge Sieberg. 

## Galerij

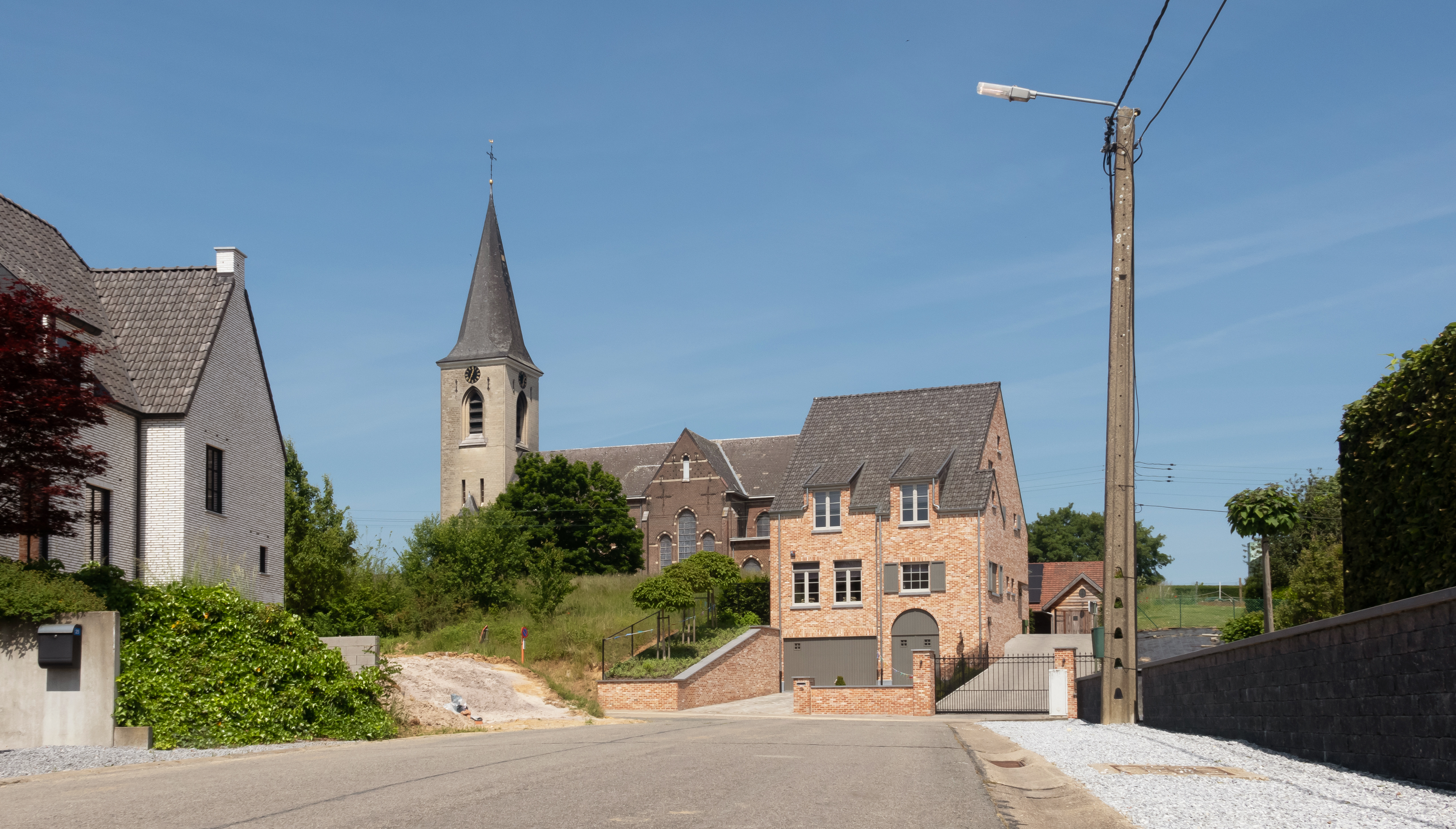
De Sint-Jan-de-Doperkerk
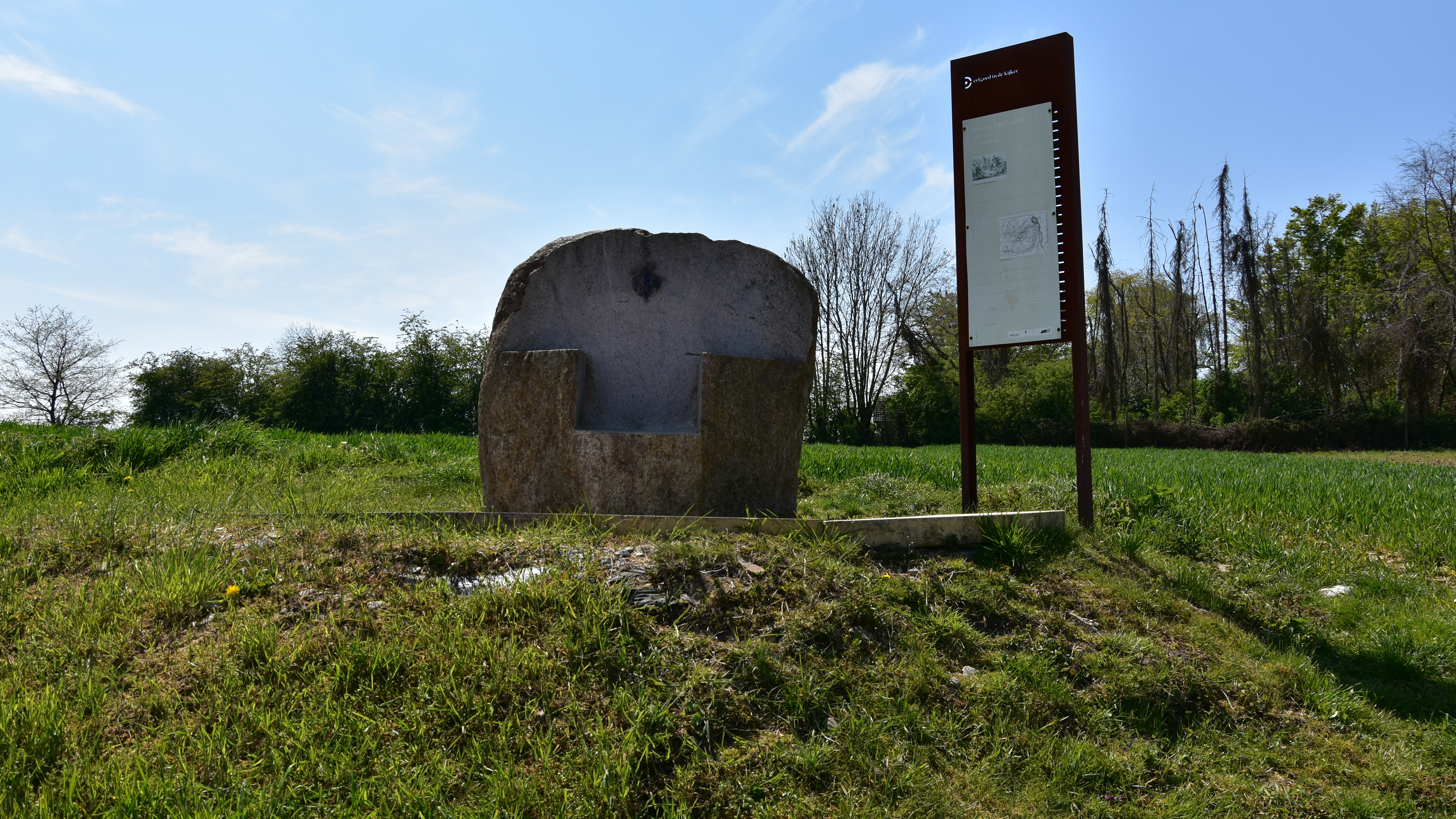
Vanaf hier overschouwde Lodewijk XV de slag
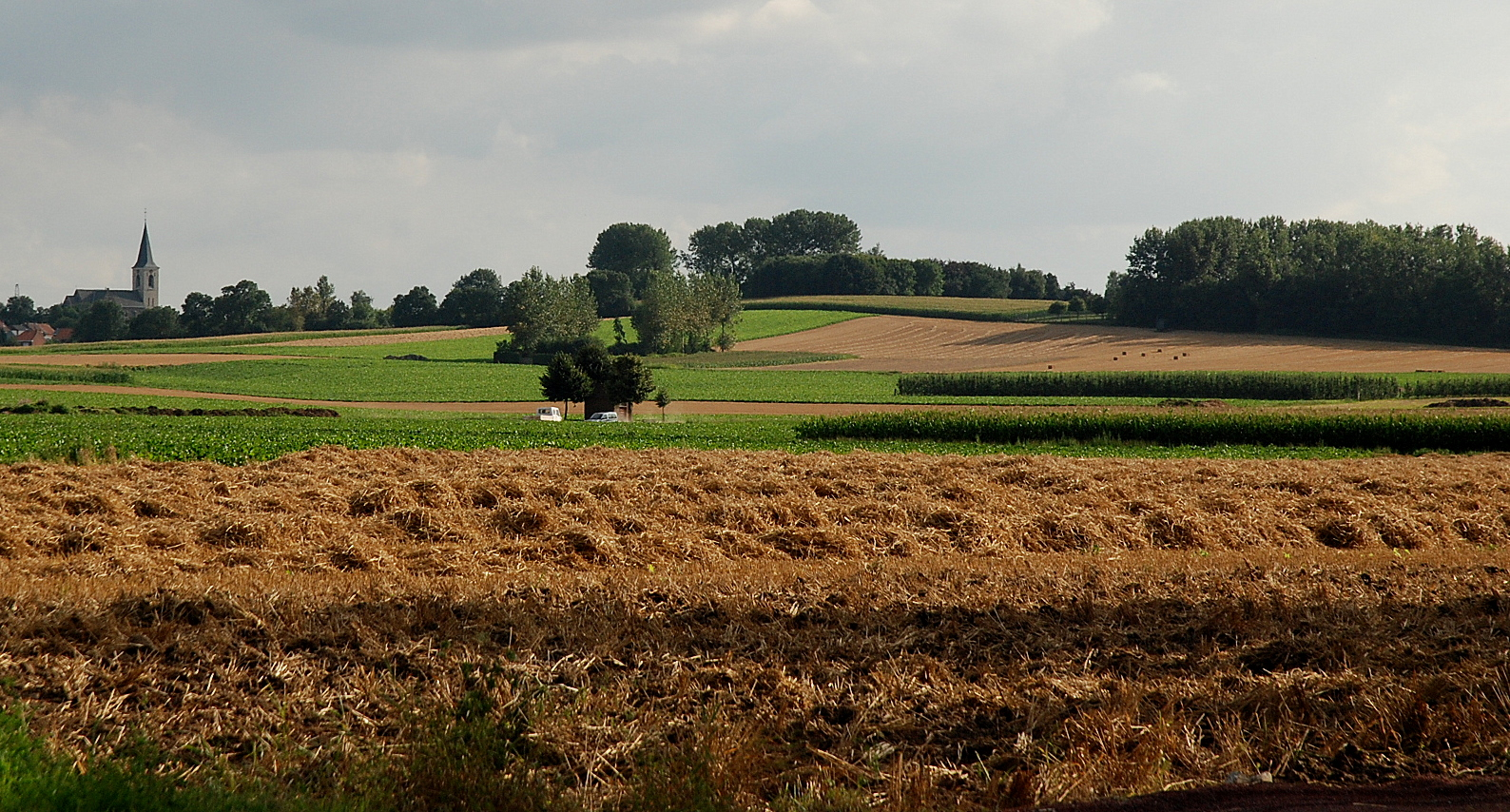
De Sieberg, rechts van de kerk
Gezicht vanaf de Sieberg op het slagveld
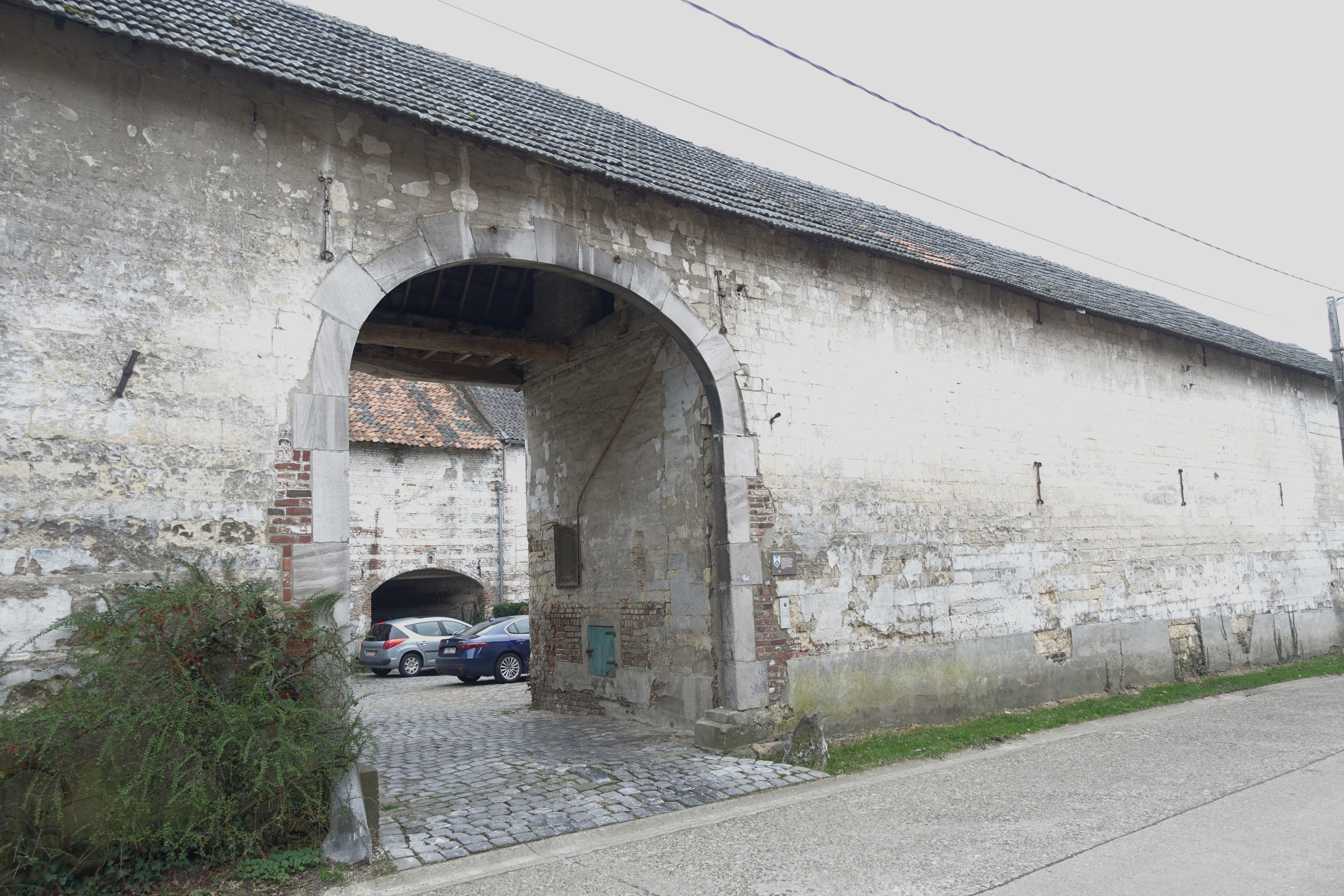
18de-eeuwse hoeve Kuesses
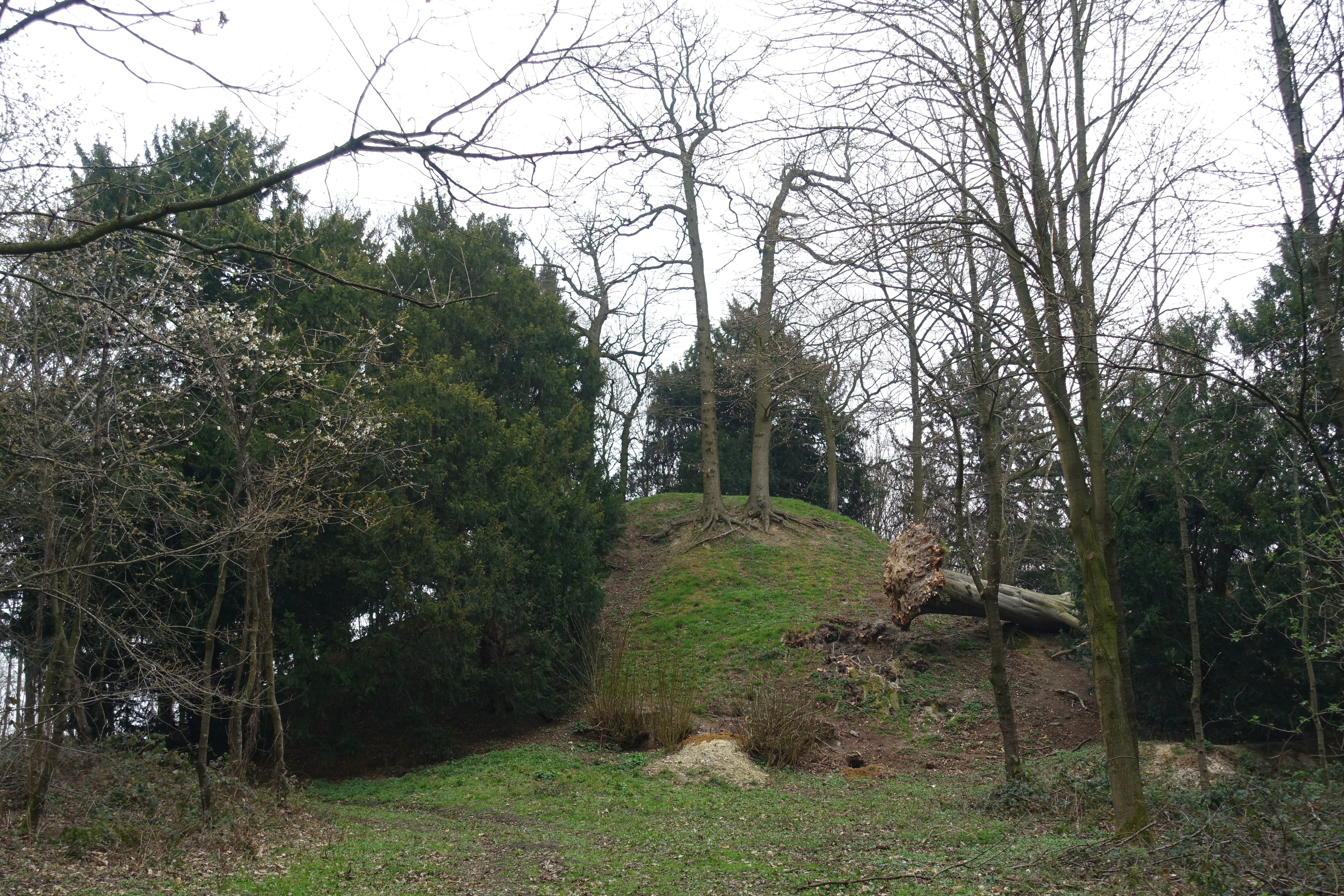
Tumulus in het Grootbos

## Nabijgelegen kernen
Vlijtingen, Genoelselderen, Meer, Riemst, Membruggen